# Васильевка (Ковылкинский район)
Васильевка — деревня в Ковылкинском районеРеспублики Мордовия в составе Мордовско-Вечкенинского сельского поселения.

## География
Находится на р. Мокше, в 14 км от районного центра и железнодорожной станции Ковылкино.

## История
Основана в 18 в. Название-антропоним: по имени владельца деревни — Василия Ивановича Ванникова. В актовых документах значится, что д. Васильевка (Новая Паньжа) выселилась после переписи 1721 г. из с. Паньжи Темниковского уезда, в 1745 году там проживали 112 чел. В «Списке населённых мест Пензенской губернии» (1869) Васильевка — деревня владельческое из 39 дворов (261 чел.) Наровчатского уезда. В 1913 году в деревне было 68 дворов. В начале 20 в. здесь произошло одно из крупных крестьянских восстаний против помещиков. В 1996 году на базе бывшего колхоза «Васильевский» был образован СХПК. В современной инфраструктуре Васильевки — основная школа, библиотека, клуб, магазин, отделение связи, медпункт.

## Население
| 2002 | 2010 |
| ---- | ---- |
| 214  | →214 |

Национальный состав
Согласно результатам переписи 2002 года, в национальной структуре населения русские составляли 88 %

## Источник
- Энциклопедия Мордовия, А. А. Ксенофонтова.